# Maraña
Maraña és un municipi de la província de Lleó a la comunitat autònoma de Castella i Lleó. Forma part de la comarca de la Montaña Oriental i és enclavat en el Parc Nacional dels Picos de Europa.

## Demografia
| 1991 | 1996 | 2001 | 2004 |
| ---- | ---- | ---- | ---- |
| 204  | 191  | 165  | 169  |